# NK Slavonac Gradište
NK Slavonac je nogometni klub iz Gradišta kod Županje.

## Povijest
Iako postoje zapisi da se nogomet u Gradištu igrao već 30-ih godina 20. stoljeća, klub nije osnovan sve do 1947. godine. No, i ta je godina upitna, jer zbog nepostajanja klupske arhive, nemoguće je utvrditi kada je održana osnivačka skupština i gdje i kada su odobrena prva pravila kluba. O osnutku kluba te godine svjedoči samo usmena predaja i monografija NK Graničar Županja, pa se ta godina uzima kao godina osnutka.
Zbog manjka vjerodostojnih podataka ne može se utvrditi ime koje je dato klubu, no smatra se da te to bilo ime "FAS Slavonac", iako neki tome proturiječe. Zanimljivo je da su skoro svi nogometni klubovi formirani poslije Drugog svjetskog rata nosili ime koje je proklamiralo bratstvo i jedinstvo, slogu, napredak i slično, a jedna od rijetkih iznimaka bio je klub Slavonac. Nisu poznati idejni začetnici imena kluba, no smatra se da je dato u inat onima koji su u vremenima poraća zatomljavali sve domaće i hrvatsko.
Ispočetka su igrači imali problema s odlaskom na utakmice izvan sela jer nisu uvijek imali prijevoza. Znalo se čak ići i pješice. Slavonac se nije isprva natjecao u nekom ligaškom natjecanju, već su odigravali samo prijateljske utakmice.
U Glasu Slavonije iz 1950. godine se može pronaći da je Slavonac registriran u osječki Podsavez koji je obuhvaćao cijelu Slavoniju sa 107 registriranih klubova. Taj podsavez imao je središte u Slavonskom Brodu koji je vodio natjecanje za klubove županjskog i vinkovačkog kraja.
Ispočetka je Slavonac imao velikih teškoća što se tiče opreme, igrališta, svlačionice i sl., pa se to odražava i na rezultate koji nisu bili na zavidnom nivou.
Ne zna se kad je Slavonac odigrao svoju prvu službenu utakmicu, ali je poznato da ima odličnu suradnji s ivankovačkim Bedemom i ceranskim Tomislavom.
Od 1956. dolazi do ustroja nogometnih centara, pa se tako Slavonac natječe u Nogometnom centru Vinkovci. Od tada pa sve do 70.-ih godina Slavonac je uvijek zaostajao za vodećima, ali kasnije se klub stabilizirao i kadrovski i organizacijski ojačao.
Trenutačno se natječe u 1. ŽNL Vukovarsko-srijemskoj.

## Vanjske poveznice
- Službene stranice NK Slavonac Gradište